# Frank Laubach
Frank Charles Laubach (* 2. September 1884 in Benton, Pennsylvania; † 11. Juni 1970 in Syracuse, New York) war ein US-amerikanischer evangelikaler Missionar und christlicher Mystiker, der als „Apostel der Analphabeten“ und als geistlicher Autor bekannt wurde.

## Leben und Wirken
Laubach studierte bis 1901 an der Princeton University, dann bis 1913 am Union Theological Seminary in New York City und an der Columbia University, wo er 1915 einen Ph.D. erhielt. 
Im gleichen Jahr reiste er als Missionar des American Board of Commissioners for Foreign Missions (ABCFM) auf die Insel Mindanao, die zu den Philippinen gehört. Er versuchte zuerst vorwiegend unter Muslimen im Süden zu evangelisieren, später gründete er Kirchen im Norden unter Katholiken. 1921 ging er an das Union Theological Seminary in Manila. In dieser Zeit schrieb er zwei Bücher über die Philippinen und kümmerte sich um Studenten in der Stadt. 1929 ging er erneut nach Mindanao, wo er in Dansalan zu arbeiten begann. Da seine bisherige evangelistische Arbeitsweise nicht sonderlich erfolgreich war, entwickelte er in den folgenden Jahren einen neuen Ansatz, Analphabeten das Lesen der eigenen Sprache zu lernen und ihnen so das Evangelium zu bringen.
Im Jahr 1935 stellte er das Alphabetisierungsprogramm Jeder unterrichtet jeden (englisch: Each One Teach One) zusammen, mit dem etwa 60 Millionen Menschen das Lesen in ihrer eigenen Sprache beigebracht wurde. Er machte sich sehr viele Gedanken über Armut, Ungerechtigkeit und Analphabetismus, die er als Hindernisse für den Frieden in der Welt betrachtete. 
Nach seiner Pensionierung 1945 wurde er Verantwortlicher der ABCFM für den neuen Bereich Alphabetisierung und christliche Literatur (englisch: the Committee on Literacy and Christian Literature) und baute ihn auf. 
Im Jahre 1955 gründete er die Vereinigung Laubach Literacy (deutsch: Lesen- und Schreibenlernen nach Laubach), welche im Jahr 2002 mit der Vereinigung Literacy Volunteers of America, Inc. verschmolzen wurde, um ProLiteracy Worldwide zu bilden. Während der letzten Jahre seines Lebens bereiste er weite Teile der Welt, um über Themen der Alphabetisierung und des Weltfriedens zu reden. 
Mit seiner Arbeit erreichte er Menschen in 103 Ländern und mit 313 Sprachen.
Laubach hat insgesamt 56 religiöse Bücher und Schriften über die Alphabetisierung verfasst. Eines seiner einflussreichsten Werke war die Broschüre Das Spiel mit den Minuten (englisch: The Game with Minutes). In diesem Werk ermuntert Laubach Christen dazu, mindestens eine Sekunde lang in jeder Minute des Tages an Gott zu denken. Auf diese Weise könnten Christen versuchen, sich der Angewohnheit des konstanten Gebets anzunähern, die im Kolosserbrief (1,3) und im 1. Thessalonicherbrief (5,17) erwähnt wird. Er pries die Tugenden eines Lebens mit beständigem Fokus auf Gott, das auch Auswirkungen auf die alltägliche Arbeit habe und deren Wirksamkeit erhöhe. Diese Einsicht Laubachs kam von seinen eigenen Gebetsversuchen im Januar 1930, welche in einer Sammlung seiner Briefe dargestellt und erstmals 1937 unter dem Titel Briefe eines modernen Mystikers (englisch: Letters by a Modern Mystic) veröffentlicht wurden. Damit hat er in der Folge viele Menschen im Westen angesprochen und inspiriert, so auch den US-amerikanischen Philosophen Dallas Willard, den Quäker Richard J. Foster von Renovare und den baptistischen Pastor Gene Edwards.
Laubach interessierte sich sehr für die Philippinen. So schrieb er auch eine Biographie des philippinischen Nationalhelden, Jose Rizal: Mensch und Märtyrer, die 1936 in Manila veröffentlicht wurde. Außerdem übersetzte er das abschiedsnehmende Gedicht des Helden, Mi Ultimo Adios (deutsch: Mein letztes Lebewohl).
Er wird als Förderer der Maranao-Literatur betrachtet.
Laubach schrieb:

„Die Moros von Lake Lanao haben eine erstaunlich reiche Literatur, umso erstaunlich, da sie nur in dem Gedächtnis des Volkes existiert und erst begonnen hat, niedergeschrieben zu werden. Sie besteht aus Lyrik und Poesie, wobei die Epik bei weitem vorherrscht.“

Der Kurz-Dokumentarfilm The Word aus dem Jahr 1953 stellte Laubach und seine Arbeit vor.

## Familie
1912 heiratete Laubach die Krankenschwester Effa Emaline Seely.

## Ehrungen
Laubach ist der einzige US-amerikanische Missionar, der auf einer US-amerikanischen Briefmarke abgebildet ist. 1984 erschien eine 30-Cent-Marke mit seinem Porträt.

## Veröffentlichungen
- The people of the Philippines: their religious progress and preparation for spiritual leadership in the Far East. George H. Doran, New York 1925, OCLC 989411703.
- Letters by a modern mystic. Revell, Westwood (New Jersey) 1937 und 1958, OCLC 2485479.
  - deutsch: In jeder Minute bist du da: Spielerisch Gottes Gegenwart entdecken (= Klassiker der christlichen Spiritualität; 4). Neufeld Verlag, Schwarzenfeld 2013, ISBN 978-3-86256-031-8.
- Toward a literate world. Columbia University Press, New York 1938, OCLC 68825996.
- India shall be literate. F. E. Livengood, Jullelpore (Indien) 1940, OCLC 613632909. National Christian Council, Nagpur 1940, OCLC 869786166.
- The silent billion speak. Friendship press, New York 1945, OCLC 609526506. Neuauflage: Martino Fine Books, 2013, ISBN 978-1-61427-395-0.
- Teaching the World to Read: A Handbook for Literacy Campaigns, Publication for the Committee on World Literacy and Christian Literature of the Foreign Missions Conference of North America, Friendship Press, New York 1947.
- Channels of Spiritual Power, Fleming H. Revell, Westwood 1954.
- The inspired letters, in clearest English. Portions of the New Testament. Thomas Nelson & Sons, New York 1956. Neuauflage: Nelson, Nashville, 1977, OCLC 778068553.
- Thirty Years with the Silent Billion: Adventuring in Literacy, Fleming H. Revell, Westwood 1960.
- Frank Laubach’s Prayer Diary, Fleming H. Revell, 1964.
- How to teach one and win one for Christ: Christ’s plan for winning the world: each one teach and win one. Zondervan, Grand Rapids 1964. Neudruck: Oliphants, 1965, OCLC 30281095.
- Forty years with the silent billion: adventuring in literacy. F. H. Revell, Old Tappan (New Jersey) 1970, OCLC 92028.